# تیدون گارنون
تیدون گارنون (به انگلیسی: Theydon Garnon) یک روستا و محله مدنی در بریتانیا است که در اپینگ فورست واقع شده‌است. تیدون گارنون ۱۳۰ نفر جمعیت دارد.